# غامباتيسا
غامباتيسا (بالإيطالية: Gambatesa)‏ هي كومونا في مقاطعة كمبباسة في منطقة مليزة الإيطالية،تقع على بعد 20 كيلومترا (12 ميل) جنوب شرق كمبباسة.